# Taraxacum podlachiacum
Taraxacum podlachiacum — вид квіткових рослин з родини айстрових (Asteraceae). Вид зростає в Європі: Польща; це багаторічна рослина помірних біомів.

## Етимологія
Taraxacum podlachiacum названий на честь польського регіону Підляшшя (лат. Podlachia), де, мабуть, лежить його основна зона поширення.

## Опис
За розміром і міцністю цей вид є типовим представником секції Ruderalia. Листки від середньо-зеленого до дещо брудно-зеленого кольору, голі або лише злегка волосисті знизу. Черешкові крила вузькі. Зовнішні листки зазвичай мають бліді (зеленувато-білі) черешки, пізніше розвинені листки мають ± червонуваті черешки, але рослини з усіма черешками червоними не є рідкістю. Середня жилка від зеленого до брудно-зеленого або коричневого кольору, без смугастого малюнка. Листові частки зігнуті (дельтоподібні), часто розсічені глибокими розрізами. Краї нижніх часток прямі або неправильні, зазвичай цільні. Верхівки часток від тупих до середньо гострих. Кінцеві частки досить маленькі, з добре диференційованою, тупою верхівкою. Стеблини голі, але більш волохаті під бутонами. Зовнішні приквітки 14–15 мм завдовжки, 5–6 мм завширшки (або більше), від помітно пурпуруватих до брудно-темно-фіолетових, досить правильно розташовані, ± вигнуті, з плоскими, необлямованими краями. Внутрішні приквітки майже однакової ширини, не зрощені. Повністю розквітла квіткова голова діаметром близько 50 мм, середньої щільності, з ± опуклим профілем, середньо-жовта. Сім'янки від солом'яно-бурого кольору до сірувато-коричневого, ≈ 4.2 мм завдовжки. Папус білий. 